# Nagy-Széksós - Rakottyás
Nagy-Széksós - Rakottyás este o arie protejată (arie specială de conservare — SAC, sit de importanță comunitară — SCI) din Ungaria întinsă pe o suprafață de 248,75 ha, integral pe uscat.

## Localizare
Centrul sitului Nagy-Széksós - Rakottyás este situat la coordonatele 47°18′11″N 21°45′27″E / 47.303056°N 21.7575°E.

## Înființare
Situl Nagy-Széksós - Rakottyás a fost declarat sit de importanță comunitară în mai 2004 pentru a proteja 1 specie de plante și 4 specii de animale. Situl a fost protejat și ca arie specială de conservare în februarie 2010.

## Biodiversitate
Situată în ecoregiunea panonică, aria protejată conține 2 habitate naturale: Stepe și mlaștini sărate panonice, Pajiști stepice panonice pe loess.
La baza desemnării sitului se află mai multe specii protejate:
- plante (1): Cirsium brachycephalum
- amfibieni (1): buhai de baltă cu burta roșie (Bombina bombina)
- mamifere (2): dihor de stepă (Mustela eversmanii), popândău comun (Spermophilus citellus)
- reptile (1): țestoasa de baltă (Emys orbicularis)